# Brunei
A Brunei Szultanátus vagy egyszerűen csak Brunei (malájul: Negara Brunei Darussalam, jelentése: A Béke Lakhelye) ország Délkelet-Ázsiában, Borneó szigetén. Szárazföldi határai kizárólag Malajziával vannak, a tengeri határai pedig a Dél-kínai-tengeren húzódnak. Területe nagyjából akkora mint Békés vármegyéé.
Nagy-Britannia Brunei feletti protektorátusa 1984 elején szűnt meg, és teljesen szuverén állammá vált.
Kőolajban és földgázban igen gazdag és az 1990-es és 2000-es években iparosodott országgá változott. A gazdag kőolajtartalékok a kis népességgel és viszonylagos stabilitással együtt a világ egyik leggazdagabb országává tették, ahol a 2020-as években nincs jövedelemadó vagy forgalmi adó sem.
Hivatalos nyelve a maláj, az iszlám pedig az ország államvallása, bár más vallások is névlegesen megtűrtek. Az  államformája egy alkotmányos abszolút monarchia, amelyet a szultán irányít, és az angol közjog és az iszlám által ihletett joggyakorlat ötvözetét valósítja meg, beleértve a saríát is.
Tagja az ASEAN-nak, az APEC-nek és a Nemzetközösségnek.

## Földrajz

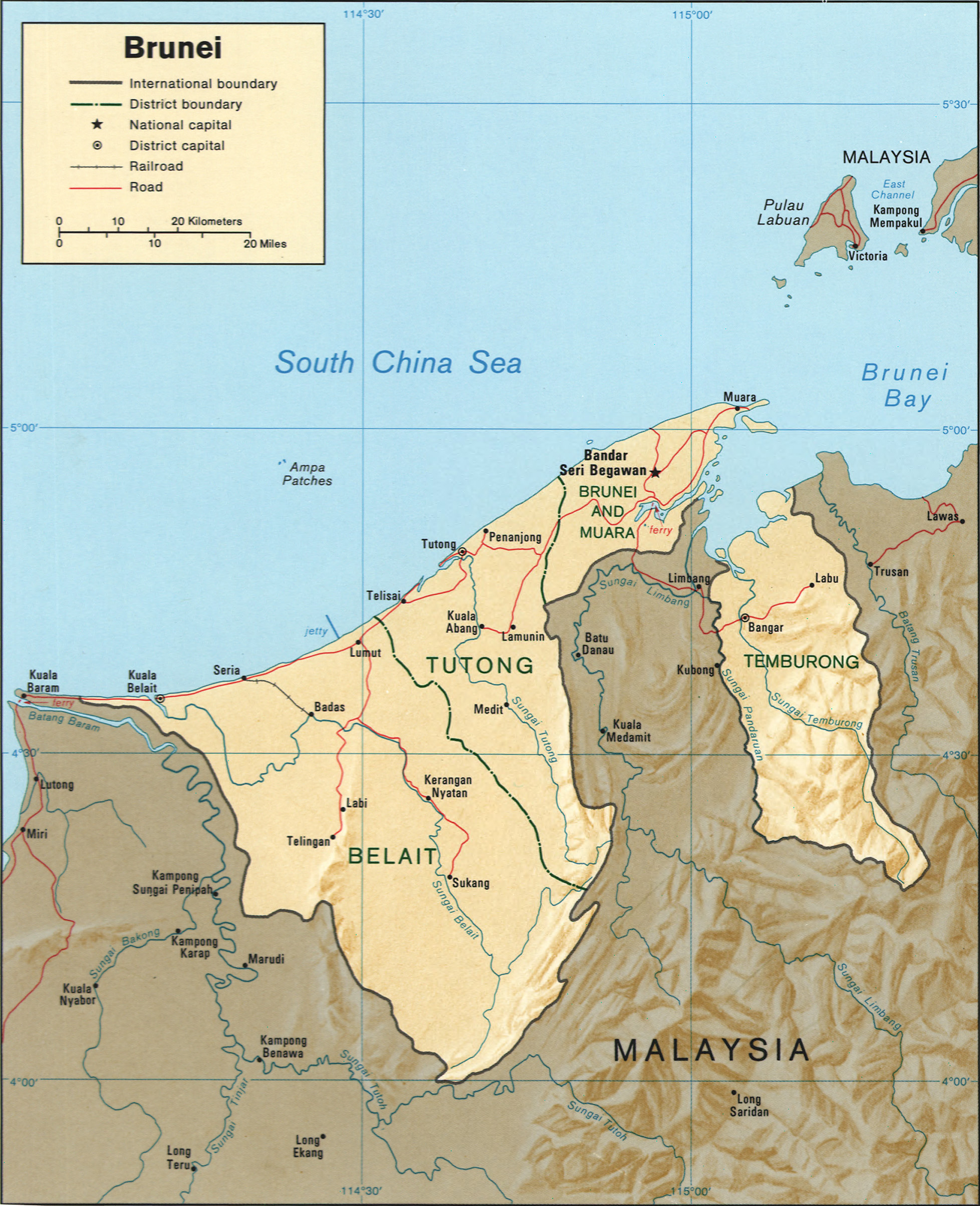
Brunei domborzati térképe, folyókkal, településekkel

### Domborzat
Brunei két egymástól különálló részből áll; a népesség 97%-a a nagyobb, nyugati részben él, a hegyekkel tarkított keleti területen csak mintegy tízezren laknak.
Legmagasabb pont: Bukit Pagon 1850 m

### Vízrajz
Legfőbb folyó: Brunei

### Éghajlat
Brunei éghajlata egyenlítői, magas hőmérsékleti értékekkel, magas páratartalommal és trópusi esőkkel. Az évi átlagos csapadék 2450-3000 mm.
| Hónap | Jan. | Feb. | Már. | Ápr. | Máj. | Jún. | Júl. | Aug. | Szep. | Okt. | Nov. | Dec. | Év   |
| --- | ---- | ---- | ---- | ---- | ---- | ---- | ---- | ---- | ----- | ---- | ---- | ---- | ---- |
| Rekord max. hőmérséklet (°C) | 34,1 | 35,3 | 38,3 | 37,6 | 36,4 | 36,2 | 36,2 | 37,6 | 36,0  | 35,3 | 34,9 | 36,2 | 38,3 |
| Átlagos max. hőmérséklet (°C) | 30,4 | 30,7 | 31,9 | 32,5 | 32,6 | 32,5 | 32,3 | 32,4 | 32,0  | 31,6 | 31,4 | 31,0 | 31,8 |
| Átlagos min. hőmérséklet (°C) | 23,3 | 23,3 | 23,5 | 23,7 | 23,7 | 23,4 | 23,0 | 23,1 | 23,1  | 23,2 | 23,2 | 23,2 | 23,3 |
| Rekord min. hőmérséklet (°C) | 18,4 | 18,9 | 19,4 | 20,5 | 20,3 | 19,2 | 19,1 | 19,4 | 19,6  | 20,5 | 18,8 | 19,5 | 18,4 |
| Átl. csapadékmennyiség (mm) | 293  | 159  | 119  | 189  | 235  | 210  | 226  | 227  | 264   | 312  | 340  | 340  | 2913 |
| Havi napsütéses órák száma | 196  | 191  | 225  | 239  | 236  | 210  | 222  | 218  | 199   | 206  | 205  | 211  | 2558 |
| Forrás: World Meteorological Organisation, Deutscher Wetterdienst (extremes, 1971–2012 and humidity, 1972–1990), NOAA (sun, 1961−1990) |      |      |      |      |      |      |      |      |       |      |      |      |      |

### Élővilág, természetvédelem
A 2010-es évek végén Brunei felszínének mintegy 70%-át trópusi esőerdő borítja. Ebből 32 000 hektár védett erdő és 50 000 hektár nemzeti park. A tengerpartot mangrovemocsarak követik, a nagyobb folyók mentén galéria- és mocsárerdők vannak.

#### Nemzeti parkjai
- Ulu Temburong Nemzeti Park - az ország ritkán lakott keleti részén terül el. Csaknem érintetlen trópus esőerdő.

#### Természeti világörökségei
Brunei egyetlen tája sincs a természeti világörökségek listáján.

## Történelem
Kínai és arab források szerint a Brunei folyó torkolatában a 7-8. században már létezett egy állam. Ezt a 9. század elején a Srivijaya birodalom foglalta el. Őket a későbbiekben a Majapahit birodalom váltotta.
A Brunei Szultanátus a 14. és a 17. századokban élte fénykorát, Területe kiterjedt a Fülöp-szigetek déli részére, Borneó sziget északi területeire valamint a Maláj-félsziget jelentős részeire. A későbbi hanyatlás okai az uralkodócsaládon belüli örökösödési háborúk és az európai hatalmak megjelenése voltak. Az európaiak megszüntették azt a hagyományos kereskedelmi hálózatot, amely Brunei hatalmának forrása volt. A 18. században Brunei rövid háborút vívott Spanyolországgal, amit meg is nyert.
1839-ben érkezett James Brooke angol kalandor Borneóra, és segített Brunei szultánjának leverni egy lázadást. Viszonzásul előbb az Északnyugat-Borneón fekvő Sarawak kormányzója, majd rádzsája lett. Bruneitől függetlenített uralmi területét gyorsan kiterjesztette. Közben Kelet-Borneón a British North Borneo Company terjeszkedett. 1888-ban Brunei brit védnökség lett. Megőrizte állami szuverenitását, de külügyei brit ellenőrzés alá kerültek. 1906-ban a végrehajtó hatalom egy része is a brit rezidens kezébe ment át. Tanácsadója lett a szultánnak minden ügyben, kivéve a helyi szokásokat és vallást.
Az 1960-as években kisebb lázadás tört ki a monarchia ellen, amelyet végül a britek vertek le. Az esemény a Brunei lázadás néven vonult be a történelemkönyvekbe. A lázadás hatására döntött úgy Brunei, hogy nem vesz részt a Maláj Szövetségben. 1984. január 1-jén Brunei teljesen független lett Nagy-Britanniától.
2005. március 17-én csatlakozott 191. tagként az UNESCO-hoz.

## Politika és közigazgatás

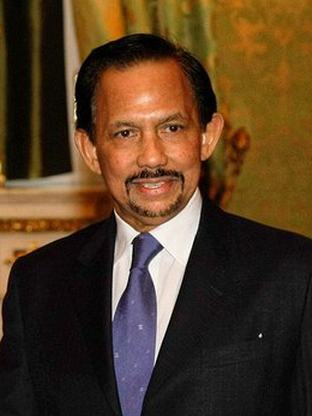
Hassanal Bolkiah, Brunei szultánja

Brunei abszolút monarchia. Szultánja a 15. század óta uralkodó dinasztia tagja, Brunei állam- és kormányfője. A szultán döntéseit a miniszterek tanácsa, valamint személyes tanácsadói segítik, bár a szultán végül egyszemélyben dönt mindenről. Az ország tömegtájékoztatása rendkívüli módon kormánypárti, az uralkodói család szinte isteni kiváltságokat élvez az országban. Bruneiben nincs választott országgyűlés. Hassanal Bolkiah szultán 2004 szeptemberében hívta össze a kinevezett parlamentet, amely az 1984-es függetlenség óta nem ülésezett.
Az országban az 1960-as években lezajlott lázadás óta érvényben van a rendkívüli állapot, a lázadást végül a Szingapúrban állomásozó brit csapatok verték le. A Brit Hadsereg Királyi Gurka Lövész-zászlóalja () a mai napig Bruneiben állomásozik, a szultánnal kötött egyezség szerint az ország nyugati részében található olajmezők védelmére. A Brit Hadsereg más alakulatai is jelen vannak az országban, feladatuk a brunei hadsereg támogatása és képzése.
Bruneinek területi követelései vannak Borneó sziget Malajziához tartozó Sarawak részén, valamint azon országok közé tartozik, amelyek a vitatott státuszú Spratly-szigetekre is jogot formálnak. A helyzetet némileg bonyolítja, hogy van bizonyos mértékű igény Sarawak függetlenségére is.
2014-ben Brunei lett az első kelet-ázsiai ország, amely szigorú iszlám saría törvényt fogadott el, amely olyan büntetéseket tesz lehetővé, mint a házasságtörésért való megkövezés és a lopásért végzett amputálás.

### Közigazgatási beosztás
Brunei négy körzetre tagolódik, ezek helyi elnevezése daerah. A körzetek nevei:
1. Belait
2. Brunei és Muara
3. Temburong
4. Tutong

A körzet megyékből épül fel, ennek maláj neve mukim.

## Népesség
Brunei hivatalos népessége 2018-ban 429 ezer fő volt, a becsült 450-460 ezer, amelynek 78-79 %-a városokban él.

### Népességének változása
| Lakosok száma | 81 817 | 107 440 | 141 827 | 180 350 | 216 885 | 264 332 | 309 904 | 353 649 | 394 400 | 458 949 |
|               | 1960   | 1966    | 1972    | 1978    | 1984    | 1991    | 1997    | 2003    | 2009    | 2023    |

### Általános adatok
Írástudatlanság 2015-ben: 4%  

### Legnépesebb települések

Brunei főbb települései, körzetei, útjai

| város               | népesség (2010-es évek)                   | megjegyzés                                                        |
| ------------------- | ----------------------------------------- | ----------------------------------------------------------------- |
| Bandar Seri Begawan | 64 ezer fő (elővárosokkal kb. 75-80 ezer) | főváros                                                           |
| Kuala Belait        | 31 ezer                                   | a maláj határ mellett fekszik                                     |
| Seria               | 30 ezer                                   | Kuala Belait közelében fekszik, a kőolajbányászat egyik központja |
| Tutong              | 19 ezer                                   |                                                                   |

### Etnikai, nyelvi megoszlás
2014-ben a lakosság 65,7% -a maláj volt, 10,3% kínai, 3,4% őshonos bennszülött, a többit 20,6% -kal kisebb csoportok alkotják.
A népcsoportok egyben meghatározzák az országban használt legfontosabb nyelveket is. A maláj a hivatalos és a fő beszélt nyelv, de igen fontosak a kínai nyelvjárások is. Széles körben használják az angol nyelvet is.

### Vallási megoszlás
Brunei hivatalos vallása az Iszlám, a szultán egyben az ország vallási vezetője is. Az ország lakosainak kétharmada, - beleértve a brunei malájok többségét - szunnita iszlám vallásúnak vallja magát.
Az országban jelentősebb buddhista közösség létezik (főleg a kínai származásúak), sok a keresztény vallású, és léteznek kisebb közösségek is, amelyek a mai napig folytatják bennszülött vallási rituáléikat.
A kínaiak többnyire a buddhizmus valamilyen formáját, vagy a konfucionizmus és taoizmus elemeit gyakorolják, ezért a népszámlálásokon gyakran ateistákként számolják őket.
2011-es becslés alapján a lakosság vallási megoszlása:
- Muzulmán 78,8%, keresztény 8,7%, buddhista 7,8% (főleg a kínaiak), egyéb (tartalmazza a törzsi vallásokat) 4,7%

## Gazdaság

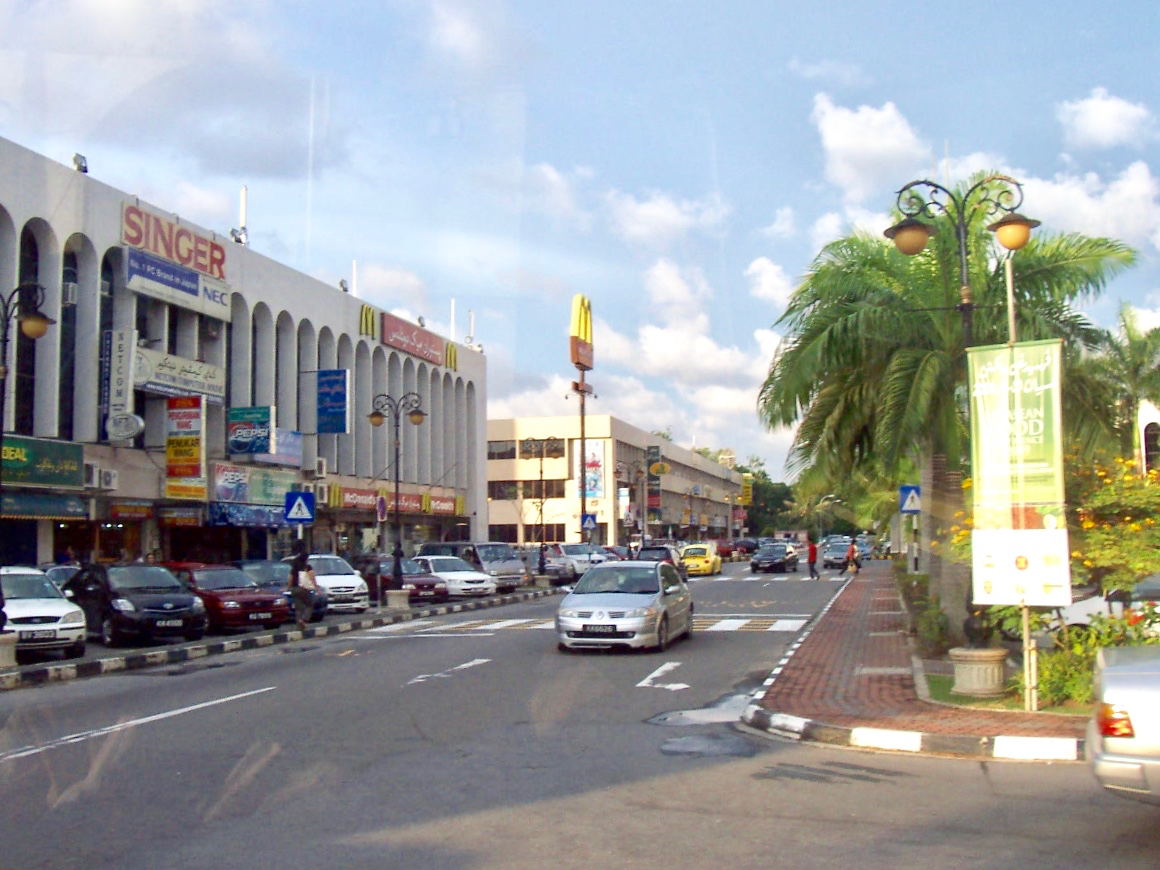
Bandar Seri Begawan egy utcaképe

### Általános adatok
Az apró Brunei államban a világ egyik legmagasabb életszínvonala van a bőséges olaj- és gázkészleteknek köszönhetően.  Az ország GDP-jének felét a kőolaj- és földgáztermelés biztosítja. Az ország gazdaságában a külföldi és a hazai vállalkozás, a kormányzati szabályozások, jóléti intézkedések és a falusi gazdálkodás elemei keverednek egymással. A belföldi bevételeket külföldi befektetések egészítik ki. Az állam biztosítja a teljes orvosi ellátást, támogatja a lakhatást és a rizs árát. A brunei lakosok nem fizetnek jövedelemadót. A szultán rendszeresen osztogat földterületeket és házakat a lakosoknak a különféle kormányzati programok alapján.
A gazdaság stratégiai tervei között szerepel a munkaerő fejlesztése, a munkanélküliség csökkentése, a pénzügyi és idegenforgalmi szektorok fejlesztése, általában a gazdaság bázisának szélesítése.

### Gazdasági ágazatok

#### Mezőgazdaság
Főbb termények: rizs, zöldség- és gyümölcsfélék.
Állattenyésztés: baromfi, vízibivaly, szarvasmarha, kecske.

#### Ipar
Gazdaságának alapja a kőolajipar. További ágak: földgázipar, építőipar.
Hajóipara jelentős.

#### Kereskedelem
- Exporttermékek: kőolaj és termékei, földgáz, ruházat
- Legfőbb exportpartnerek 2014-ben:[12] Japán 39%, Dél-Korea 12,5%, Ausztrália 9,7%, India 9,2%, Thaiföld 6,4%, Indonézia 5,8%
- Importtermékek: vas és acél, gépjárművek, gépek, iparcikkek, élelmiszer, vegyi anyagok
- Főbb importpartnerek 2014-ben:[12] Szingapúr 29,2%, Kína 26,9%, Malajzia 13,2%, USA 8,5%, Dél-Korea 4,5%, Egyesült Királyság 4,1%

## Közlekedés

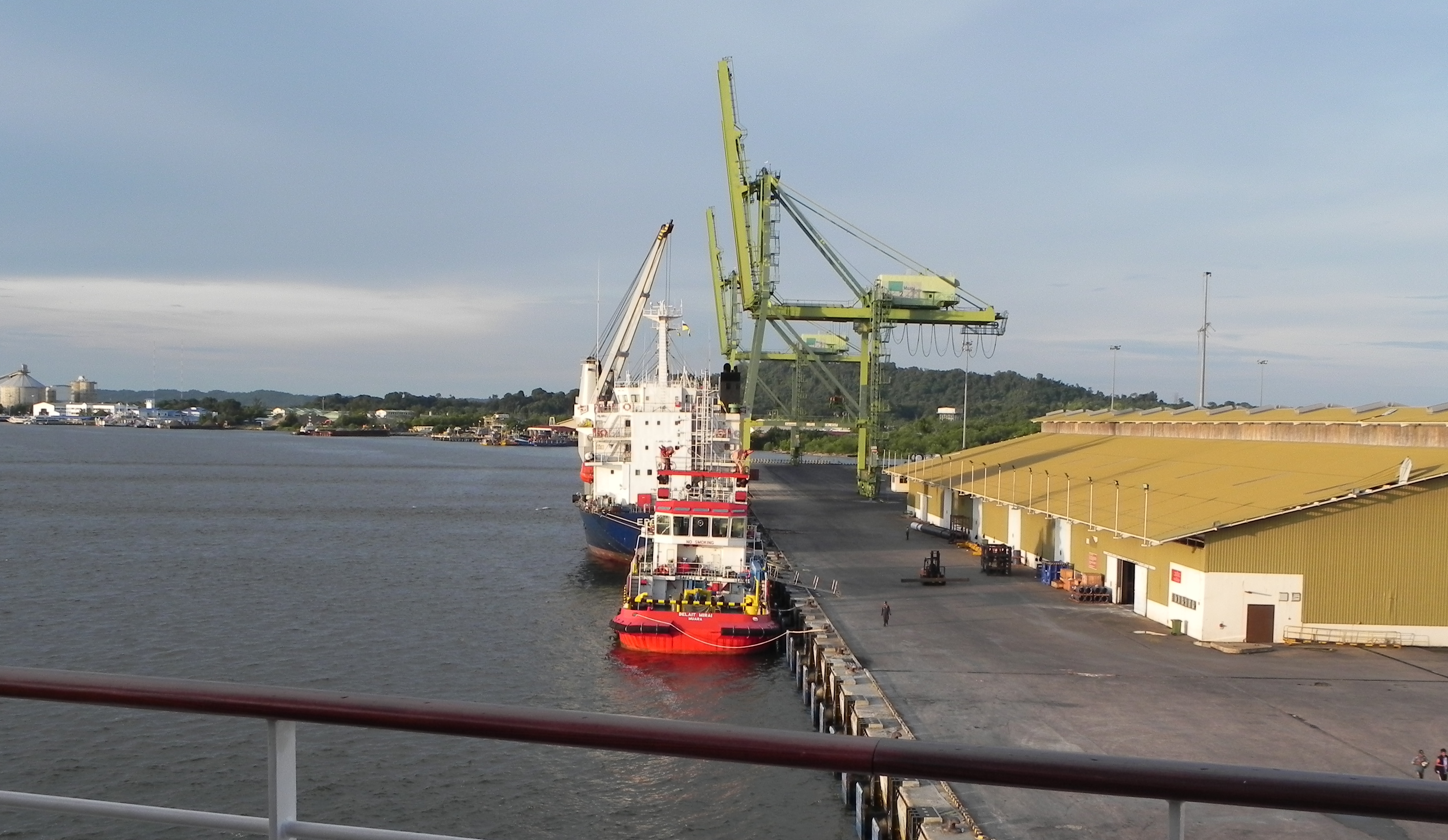
Muara kikötője

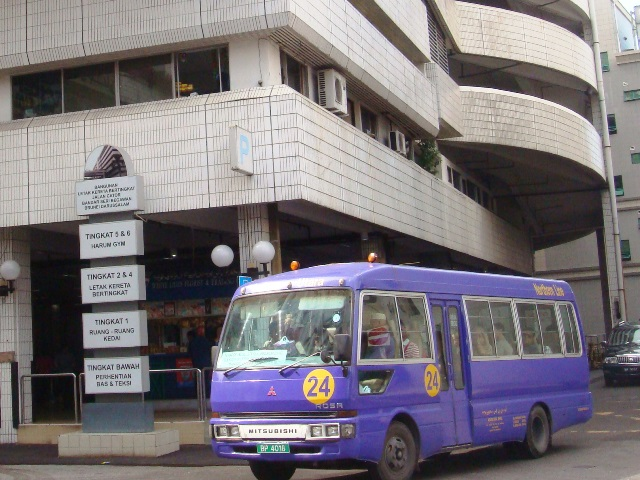
Városi kisbusz, Bandar Seri Begawan

### Közút
- Közutak hossza: 1712 km

### Vasút
- Vasútvonalak hossza: 13 km

### Légi
- Repülőterek száma: 2

Hivatalos légitársasága a Royal Brunei Airlines

### Vízi
- Kikötők száma: 5

## Telekommunikáció
| Hívójel prefix | V8 |
| ITU zóna       | 54 |
| CQ zóna        | 28 |

## Kultúra

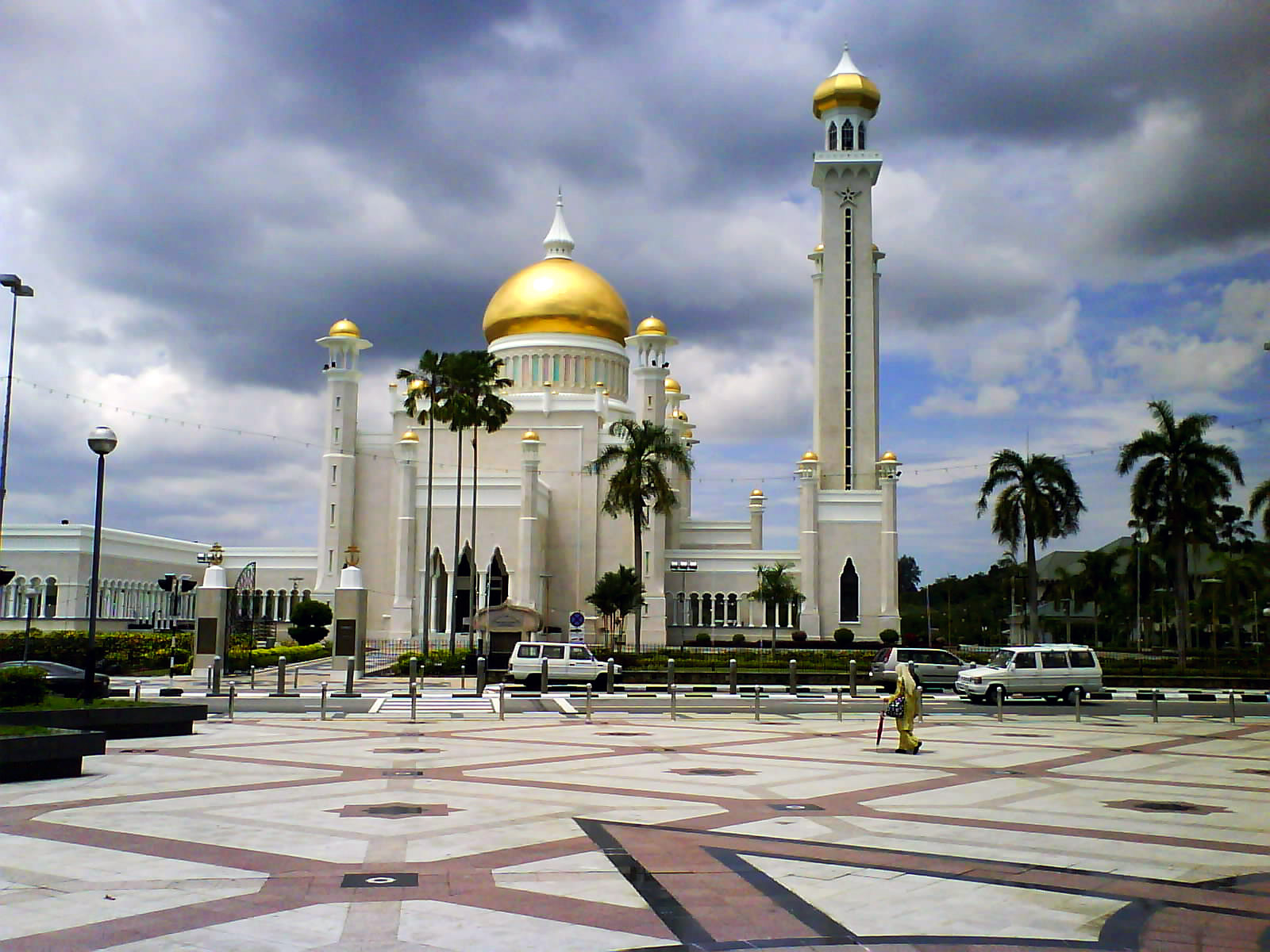
Omar Ali Saifuddin mecset

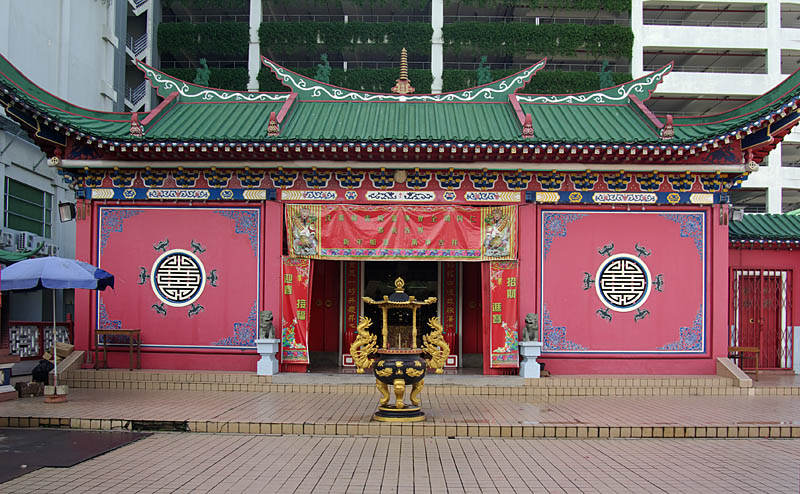
Bangunan Guru kínai templom

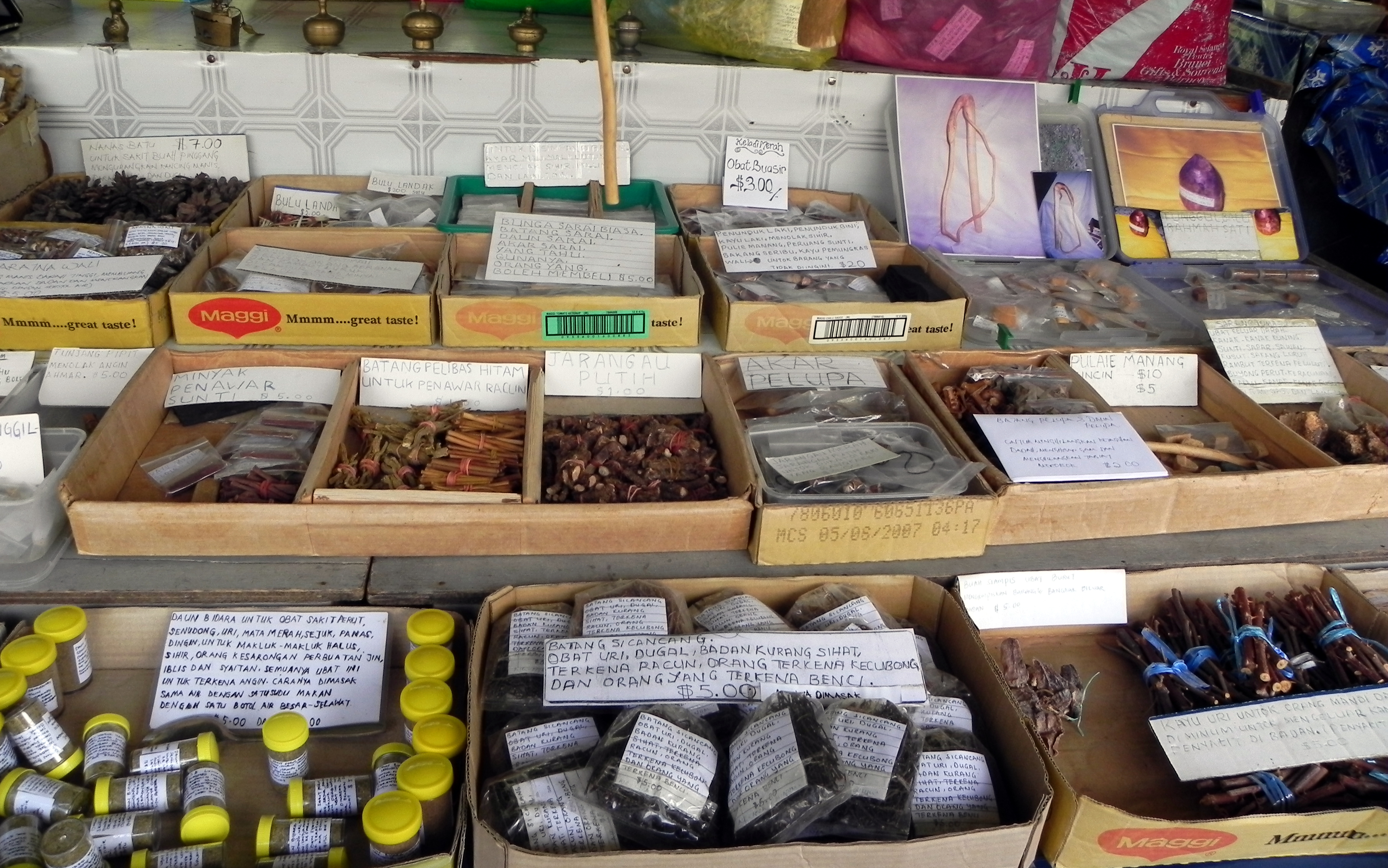
Gyógynövény-kínálat a piacon

Brunei kultúrája erősen hasonlít a malajziai kultúrához, jelentős hindu és kínai behatásokkal. 
Elsődleges iszlám jellege, a kőolajgazdasága, társadalomföldrajza, brit gyarmati múltja és a vendégmunkások nagy száma miatt – az egyenlítői éghajlatától és a kínai kultúra jelenlététől eltekintve – a Perzsa-öböl menti gazdag arab országokhoz is hasonlít.

### Művészetek

#### Magyar vonatkozások
Polgár Ernő itt élt alkotóházában.

### Hagyományok, néprajz
A strandokon szigorúan tilos a férfiaknak és a nőknek közösen fürdeniük.

### Gasztronómia
A brunei gasztronómia, mely thai, indiai, kínai és japán hatásokkal is bír, erősen hasonlít a szomszédos szingapúri, maláj és indonéz konyhákra. Alapvető élelmiszerek a rizs és hal. A marhahús ritka és igen drágának is számít. Az ország törvényei az iszlám vallás okán tiltják a sertéshús bárminemű jelenlétét is. Tilos továbbá az alkoholfogyasztás. Vidéki területeken gyakori a vadhús (szarvas és különféle vadmadarak) fogyasztása.
A brunei ételek erősen fűszeresek, gyakori fogások még a különböző tésztafélék is. Népszerű eledel az ambuyat, amely egy keményítőből készült ízetlen golyó, amit savanyú fűszeres mártásban kell mártani, s úgy megenni. Szintúgy gyakori a nasi katok nevű rizsalapú étel, amelyhez tartozik sült csirke, tészta, erőspaprika és a különböző másodlagos összetevők, mint például garnélarák, fokhagyma, gyömbér, mogyoróhagyma, pálmacukor, citromlé, ecet és szardella. A nasi katok-ot hagyományosan barna papírba csomagolva szolgálják fel.
A hagyományos italok közé a tea, kávé, kókusztej és különféle gyümölcslevek tartoznak.

## Turizmus
Erőteljesen fejlesztik a turizmust, ezen belül is az öko- és kalandturizmust. A turistákat az élővilág is vonzza ide.
Az iszlám Brunei államvallása, és a turistáknak be kell tartaniuk az iszlám etikettet. A nőknek visszafogottan kell öltözniük a konzervatív és vidéki területeken. A ramadán hónap folyamán a látogatók a nyilvános helyiségekben napközben nem ihatnak és nem ehetnek. Megfelelő öltözetben lévő külföldiek, nem muszlim turisták beléphetnek a mecsetekbe; a nőknek azonban be kell takarniuk a fejüket, a vállukat és a térdüket.

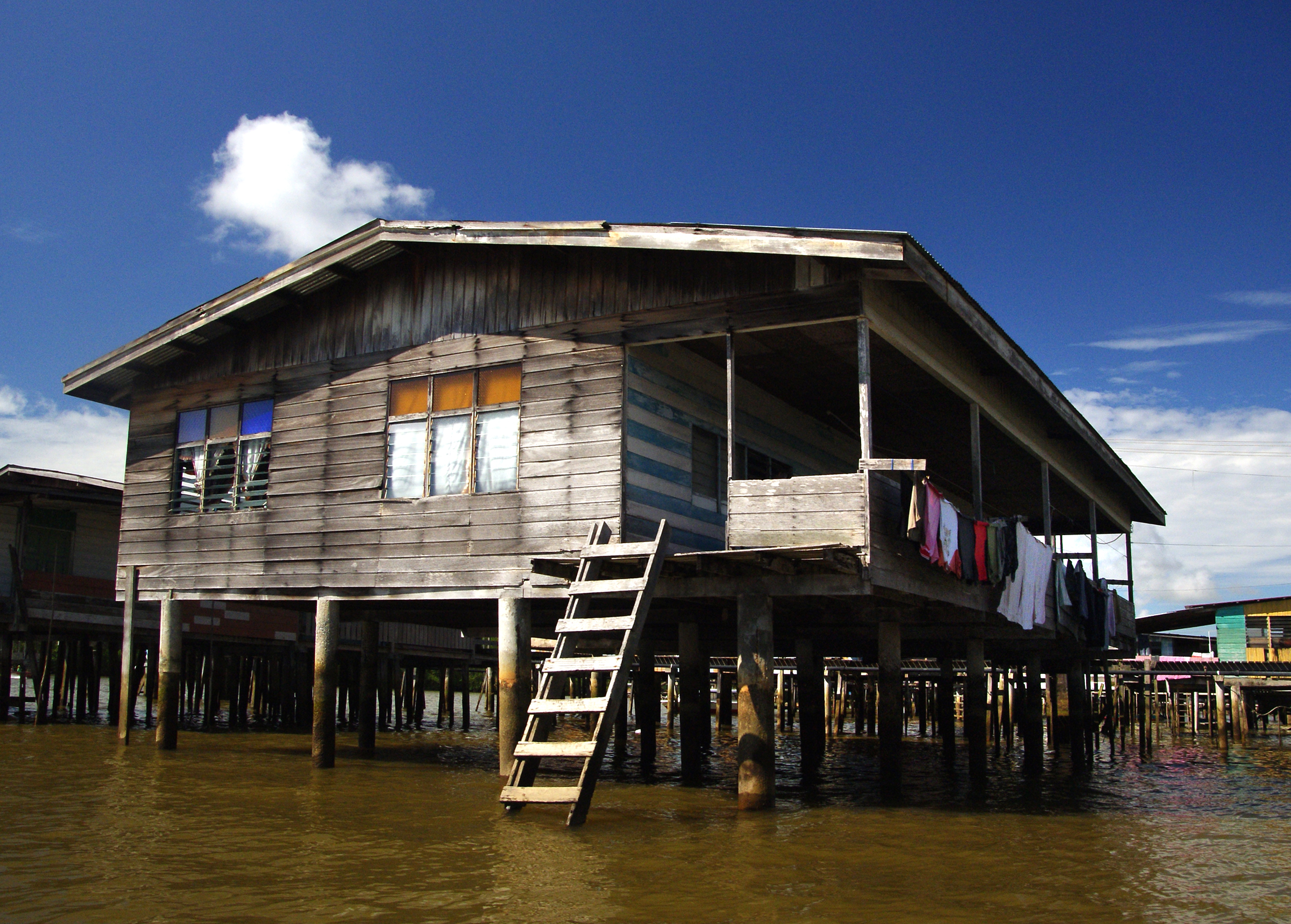
Kampong Ayer egy háza

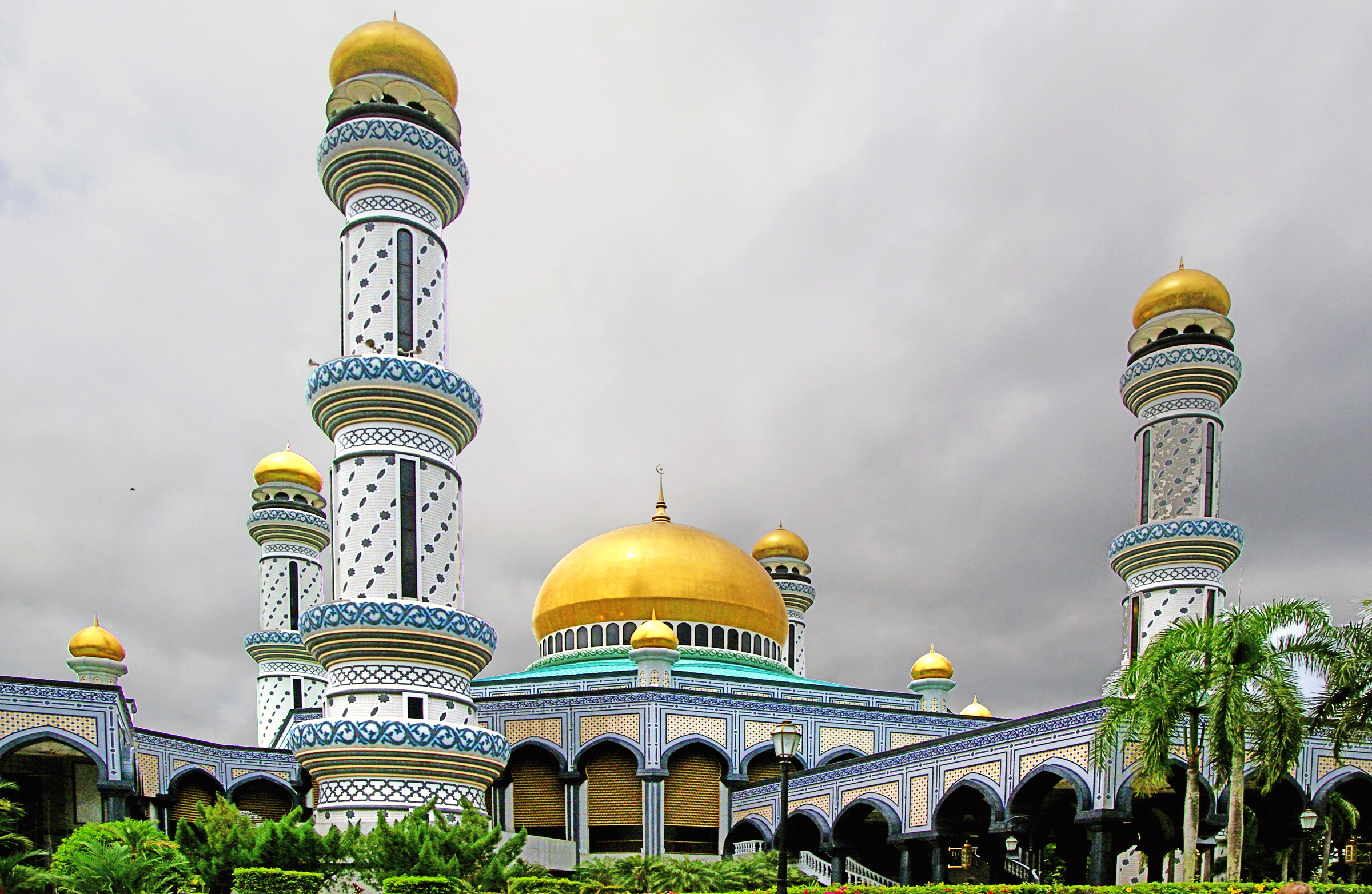
Jame' Asr Hassanil Bolkiah mecset

### Kulturális látnivalók
- Omar Ali Saifuddin szultán mecset Bandar Seri Begawanban
- Brunei Múzeum
- Istana Nurul Iman : Brunei szultán palotája és hivatalos rezidenciája
- Jerudong Park : Vidámpark
- Jame'Asr Hassanil Bolkiah mecset
- Kampong Ayer („vízi falu”) Bandar Seri Begawan-ban
- Olaj- és gázkutató központ Seria-ban

### Oltás
Javasolt oltások Bruneibe utazóknak:
- Hastífusz
- Hepatitis A (magas a fertőzésveszély)
- Hepatitis B (magas a fertőzésveszély)

Javasolt oltás bizonyos területekre utazóknak:
- Kolera

Kötelező oltás, ha fertőzött országból érkezik/országon át utazik valaki:
- Sárgaláz

## Sport
Brunei eddig még nem nyert érmet az olimpiai játékok során.
- Bővebben: Brunei az olimpiai játékokon

A Brunei labdarúgó-válogatott eddig még nem ért el nemzetközi sikereket.
- Bővebben: Brunei labdarúgó-válogatott

## Ünnepek
Február 23. - Nemzeti ünnep - a védnökség megszűnésének napja, 1984

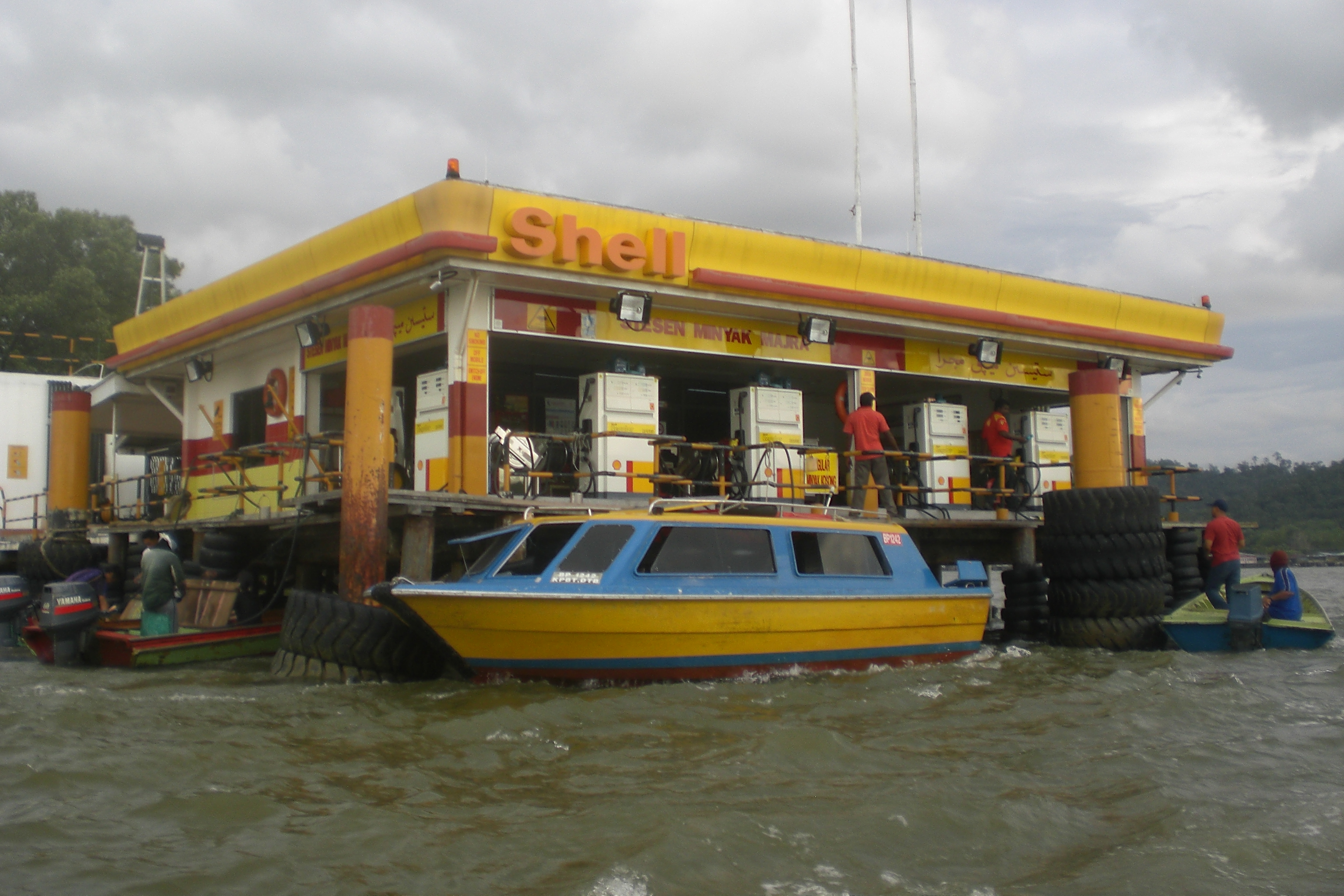
Shell vízi üzemanyagtöltő-állomás